# 몰도바 유럽인민당
몰도바 유럽인민당(루마니아어:Partidul Popular European din Moldova)은 몰도바의 자유보수주의 정당이다. 현재 몰도바 민주당과 소수정부를 맺어 집권하고있다.